# 全国学校区分队第一次体育同盟会
全国学校区分队第一次体育同盟会（简称全国学界运动会）是1910年（宣统二年）10月18日至22日在南京南洋劝业场举办的一次学校体育赛事，是中国举办的第一次全国性现代综合体育赛会。后被追认为第一届中华民国全国运动会。此次运动会由传教士爱克西纳（D. T. Max Exner）通过上海基督教青年会发起，在南洋劝业会期间举办。由于发起、组织赛事的主要为青年会的外籍体育干事，比赛文件均为英文，量度采用的也是英制。

## 参赛单位
此次比赛的参赛单位包括：
- 华北区：由京津两地学校组成，共20人，代表色为青色
- 华南区：由港粤两地学校组成，共28人，代表色为紫色
- 武汉区：由武汉地区学校组成，共21人，代表色为黄色
- 吴宁区：由苏州、南京两地学校组成，共31人，代表色为蓝色
- 上海区：由上海地区学校组成，共40人，代表色为红色

## 比赛项目
比赛共设有田径、足球、网球、篮球四个大项，田径又分为高等组、中等组、全国各校联合组。各组下设若干小项，分别为：
| 高等组 - 100码 - 220码 - 440码 - 880码 - 120码低栏 - 880码接力 - 跳高 - 跳远 - 铅球 - 链球 - 撑杆跳 | 中等组 - 50码 - 100码 - 150码 - 440码 - 880码接力 - 跳高 - 跳远 - 8磅铅球 | 学校联合组 - 100码 - 220码 - 440码 - 880码 - 120码低栏 - 880码接力 - 跳高 - 跳远 - 铅球 - 链球 - 撑杆跳 |

## 团体成绩
比赛的团体各项成绩为：
| 排名 | 足球   | 篮球   | 网球                      | 田径高等组     | 田径中等组     | 田径学校联合组         |
| ---- | ------ | ------ | ------------------------- | -------------- | -------------- | ---------------------- |
| 金牌 | 华南区 | 华北区 | 潘文炳 林全诚 马约翰 许君 | 上海区（52分） | 华北区（39分） | 上海圣约翰大学（37分） |
| 銀牌 | 上海区 | 上海区 | 潘文炳 林全诚 马约翰 许君 | 华北区（15分） | 华南区（24分） | 上海南洋公学（34分）   |
| 銅牌 |        | 吴宁区 | 潘文炳 林全诚 马约翰 许君 | 华南区（13分） | 上海区（6分）  | 天津青年会日校（10分） |
| 4    |        |        | 潘文炳 林全诚 马约翰 许君 | 吴宁区（12分） | 吴宁区（3分）  | 武昌文华大学（9分）    |
| 5    |        |        |                           | 武汉区（7分）  | 武汉区（0分）  | 天津工业学校（6分）    |
| 6    |        |        |                           |                |                | 通州协和书院（3分）    |